# 結城未来
結城 未来（ゆうき みく、2月6日 - ）は、日本のタレント、キャスター、リポーター、司会者、灯りナビゲーター、インテリアコーディネーター、快眠ナビゲーター、健康ジャーナリスト。
テレビ番組の司会やレポーターをする一方で、"灯りナビゲーター"として、照明を上手に使うことでの快適生活を提案している。農林水産省水産政策審議会特別委員として水産白書の作成にも携わっている。。

## 保有資格
- インテリアコーディネーター
- カラーコーディネーター（色彩検定2級）
- 照明コンサルタント
- 実用英語技能検定準一級
- 小型船舶4級免許

## 司会
- 日経ヘルスPresents ビューティーミューズ大賞2016 (2016.05.22)

## 講師
- 九州大学非常勤講師[1][3]
- 新潟大学非常勤講師[1][4]

## 出演
ウェブサイト
- 環境省
  - 家庭でできる節電アクションについて執筆[5]
  - 環境省動画チャンネルに出演[6]
    - 節電ACTION！！ガッカリしないＬＥＤ電球の選び方 
    - 節電ACTION！！LED電球で光の模様替えを楽しもう 
    - あかり未来計画「LED購入時の落とし穴」
    - あかり未来計画「多灯分散」
- 東洋水産
  - マルちゃん正麺 「おかえり篇」のCMメイキング（ナレーター）[7]

ラジオ番組
- NHK
  - ラジオあさいちばん健康ライフ　「照明をうまく使って健康生活」について解説　(2014.11.24～2114.11.28)　[8]
  - ラジオ深夜便 照明の魅力や賢い使い方をご紹介 (2012.10.08～2012.10.11)
  - ラジオ井戸端会議 「季節の変わり目。リフレッシュの方法は？」と題して色や照明でリフレッシュする方法を解説 (2009.09.03)
- ラジオ日本
  - ザ・ホットライン 東京わがままモーニング 「灯りを上手に使ってエコ生活」について解説 (2009.09.18)
  - ザ・ホットライン 東京わがままモーニング 「寝苦しい夜を吹き飛ばす灯りde快眠術」について解説 (2009.08.14)
  - ザ・ホットライン 東京わがままモーニング 「手軽にエコに涼しくできるお部屋使い方術」について解説 (2009.07.17)
  - ザ・ホットライン 東京わがままモーニング 「映画館気分を家で楽しめる照明術」について解説 (2009.03.06)
  - ザ・ホットライン 東京わがままモーニング 「照明術」について解説 (2009.02.金曜日)
  - ザ・ホットライン 東京わがままモーニング 「バスルームの照明」について解説 (2009.01.金曜日)
  - ザ・ホットライン 東京わがままモーニング 「お風呂快適術」について解説 (2008.11.07)
  - ザ・ホットライン 東京わがままモーニング 「眠れるための照明術」について解説 (2008.10.03)
- FM NACK5
  - LOVE LIFE MAGAZINE 「4月からの進学用に、勉強がはかどる照明」について解説 (2009.03.16)
  - LOVE LIFE MAGAZINE 「ダイニングとキッチンの照明について。味覚を敏感にする灯り、鈍感にする灯り」について解説 (2009.02.16)
  - NACK AFTER5 「バスルームの照明」について解説 (2009.01.21)

テレビ番組
- NHK
  - 生活ほっとモーニング （クイズの司会進行） (2006.04.10～2007.03.19)
  - こんにちはいっと6けん　上手で快適な節電法について解説 (2011.05.11)
- 日本テレビ
  - NNNニュースプラス1 （レポーター）
  - 報道特捜プロジェクト （記者）
- TBSテレビ
  - 爆報! THE フライデー　あの美女は今・・・転身ＳＰ(2017.06.16)
  - ジャスト （「奥様スターに変身」、「亭主改造計画」などのコーナー担当）
  - JNNニュースの森 （レポーター）
  - 快適マイワーク♪ （司会）
  - 特選名品館 （司会）
- フジテレビ
  - 知りたがり!　「ガッカリしないＬＥＤ電球の選び方」について解説 (2011.07.06)
  - めざましどようび　「今注目のLED照明」についてコメント (2010.01.28)
  - めざまし天気 （1995.04～1996.03　司会）
  - どうーなってるの?! （住宅情報レポーター）
  - FNNスーパータイム（レポーター）
  - ノンストップ!（レポーター）
- テレビ朝日
  - やじうまプラス （レポーター）
  - やじうまテレビ 「結城未来オススメのイルミネーションスポット」を紹介 (2010.12.07)
  - SmaSTATION!! 「頭がよくなる照明術」（ＰＨＰ新書）の本の紹介とインタビューで出演 (2008.06.14)
- テレビ東京
  - E morning  出演　(2011.05.18)
  - 日経スペシャル ガイアの夜明け 「ニッポンを照らせ!～“光”が人と街を元気にする～」 (2008.12.23)
  - 土曜競馬中継 （司会）
- テレビ神奈川
  - 横浜TV （司会）
  - たてながHAMA大国ナイト （司会）
- 千葉テレビ
  - ザ・サンデー千葉市 （司会）
- 朝日ニュースター
  - 日本のエネルギー光と影 （司会）
- CSテレビ
  - お金の安全運転！木村剛の投資家入門 （司会）
  - 内藤忍の資産運用のゼミナール （司会）
  - 大前研一のビジネス・ブレーク・スルー （司会）[9]
- コマーシャル
  - カルピス 「アミールS 健康野菜100」
  - 桃屋 「角切り江戸むらさき・ごま辣油味」、「海鮮キムチの素」
  - 日本グローバル証券　
  - コーセー 「カルテ」
  - 万田発酵　「万田アミノアルファプラス」
  - 中部電力 「結城未来さんの“光活用術”」
- ドラマ
  - NHK
    - このまちだいすき （マドンナ役として出演）

  - TBSテレビ
    - 真昼の月 （D.J.役として出演）
    - 恋を何年休んでますか （司会者役として出演）
- 映画
  - スターフィッシュホテル （インタビューア役として出演）　2007年劇場公開作

## 著書
- 照明を変えれば目がよくなる （PHP研究所、2014.7 ）[10] ISBN 978-4-569-82022-4
- 人を動かす照明術 : 歴史に学ぶ「ここ一番」での光の使い方 （ソフトバンククリエイティブ、2009.11 ）[11] ISBN 978-4-7973-5738-7 ※台湾の出版社よりアジア全域で発売
- 照明リフォームでお部屋の模様替え : たった数千円からできる明かり術  （小学館、2007.9 ）[12] ISBN 978-4-0910-2217-2
- 頭がよくなる照明術 （PHP研究所、2006.11 ）[10] ISBN 978-4-569-65774-5 ※台湾の出版社よりアジア全域で発売開始 (2016.08)

## 寄稿
- 新聞
  - 日経新聞 「日経プラスワン」健康生活面
  - 朝日新聞 「あかりのカルテ」
  - 日刊スポーツ 「ながら健康のススメ」、「快眠のススメ」、「結城未来の健光インテリア」
  - 産経新聞 「結城未来のすてき照明リフォーム術」
  - 共同通信 「明かり心理学講座」
- 雑誌
  - ＭＯＮＯＱＬＯ「冷感敷パッド最強ランキング」
  - みらいら（日本生命広報誌）「間接照明でリラックスできる部屋作り」
  - 日経ヘルス「smile住まい術」
  - ＤＩＭＥ（小学館）「アカリノゲンバ」
- ウエブサイト
  - 日経ウーマンオンライン　「結城未来の五感が喜ぶ生活術」